# Franck Pacelie Yan Robson
Pour les articles homonymes, voir Robson.
Franck Pacelie Yan Robson, née le 6 mai 1997, est une karatéka congolaise (RC).

## Carrière
Elle obtient la médaille d'argent en kumite par équipes lors des Jeux africains de 2019 à Rabat et la médaille de bronze en kumite par équipes lors des Championnats d'Afrique de karaté 2020 à Tanger. Aux Championnats d'Afrique de karaté 2021 au Caire, elle obtient la médaille d'argent en kumite des moins de 61 kg.